# روبرت شولر
روبرت هارولد شولر (16 سبتمبر 1926 - 2 أبريل 2015) كان كاتب تلفزيوني أمريكي مسيحي ومتحدث تحفيزي ومؤلف. اشتهر شولر في الخمسة عقود التي قضاها في التلفزيون بشكل أساسي ببرنامج ساعة القوة التليفزيوني الأسبوعي، والذي بدأ فيه في عام 1970 حتى تقاعده في عام 2010. بدأ شولر بث البرنامج من محمية نيوترا، بتشجيع من صديقه القديم بيلي جراهام بعد أن زاره شولر في عام 1969. وهو أيضًا مؤسس كاتدرائية كريستال في غاردن غروف، كاليفورنيا.

## السنوات الأولى
وُلد روبرت هارولد شولر في 16 سبتمبر 1926 بالقرب من ألتون بولاية آيوا، وهو الابن الثاني لجيني (ني بيلتمان؛ 1891-1970) وأنتوني شولر (1882–1964). أجداده مهاجرين هولنديين، نشأ في مزرعة والديه القريبة في مجتمع صغير من الأمريكيين الهولنديين. في عام 1931 قبل أسابيع قليلة من عيد ميلاده الخامس سأله عمه الذي كان وزيرًا كنيسًا أن يكون مبشرًا. وصفها شولر بأنها أكثر اللحظات الحاسمة في حياتي المبكرة. بعد تخرجه من مدرسة نيوكيرك الثانوية في نيوكيرك، أيوا، في عام 1944، درس شولر في كلية هوب، هولندا، ميشيغان، وفي عام 1950، حصل على درجة الماجستير في اللاهوت من المدرسة اللاهوتية الغربية. رُسم وزيراً في الكنيسة الإصلاحية في أمريكا. عمل في كنيسة إيفانهو الإصلاحية في ريفرديل، إلينوي، قبل الانتقال إلى غاردن غروف، كاليفورنيا. هناك، افتتح كنيسة غاردن غروف، في عام 1955. كما استأجر الكنيسة المعمدانية السابقة التي تضم 300 مقعدًا.
مع نمو حجم المصلين، اشترى شولر 10 أفدنة (4.0 هكتار) من الأرض في 12141 شارع لويس في جاردن جروف من أجل كنيسة تخدم كلا المصلين. حفرت الأرض في 10 سبتمبر 1958 لبناء الكنيسة الجديدة التي صممها المهندس المعماري العالمي ريتشارد نيوترا. انتهي من الكنيسة في عام 1961، بتكلفة قدرها 3,000,000 دولار.  أقيمت خدمة التفاني في 5 نوفمبر 1961.

## وزارة
شدد شولر على ما يعتقد أنه الجوانب الإيجابية للإيمان المسيحي. لقد تجنب عمدًا إدانة الناس على الخطيئة، معتقدًا أن يسوع لبى الاحتياجات قبل الترويج لمعتقدات الإيمان. أكد شولر أنه بمجرد الدخول في علاقة مع الله، فإن الشخص الذي يزرع إيمانًا إيجابيًا في قلبه وأفعاله سيكتشف أن الناتج الثانوي هو الحد من الخطيئة. عُرف عنه قوله: الخطيئة شرط قبل أن تكون فعلاً. شجع شولر المسيحيين وغير المسيحيين على تحقيق أشياء عظيمة من خلال الله والإيمان بأحلامهم. كتب: إذا كنت تستطيع أن تحلم به، يمكنك أن تفعله!.

## الحياة الشخصية

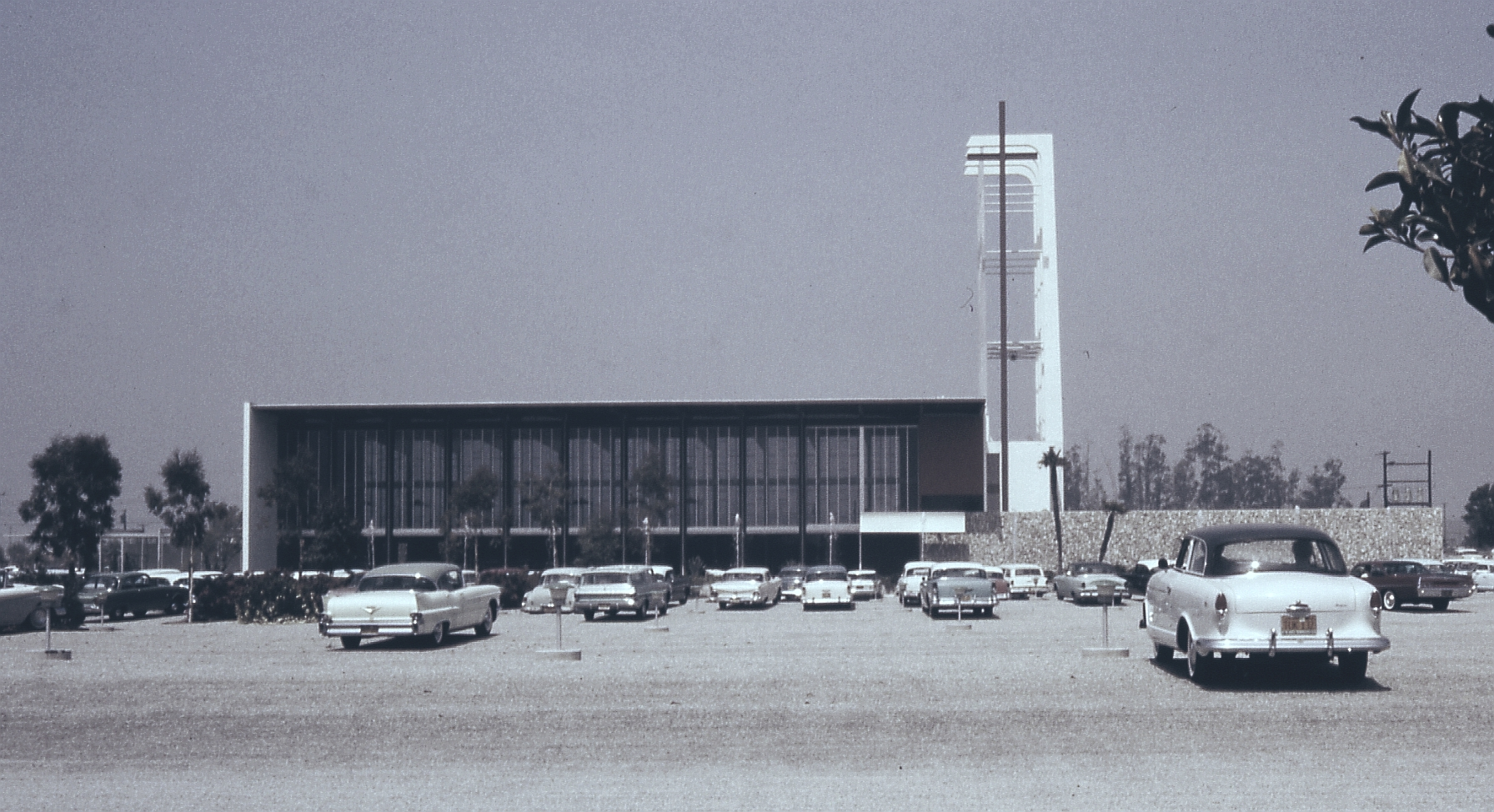
كنيسة غاردن جروف كوميونيتي بالسيارة، اكتملت في عام 1961

في 15 يونيو 1950، تزوج شولر من ارفيلا دي هان (1929-2014)، عازفة أرغن الكنيسة، التي أصبح لها دور فعال في تطوير قسم الموسيقى في كنيسة كرستال وكانت مبتكرة ومنتجة ساعة القوة لأكثر من 40 عامًا. كان لدى عائلة شولر خمسة أطفال: شيلا وروبرت وجين وكارول وجريتشن.

## التقاعد والخلافة

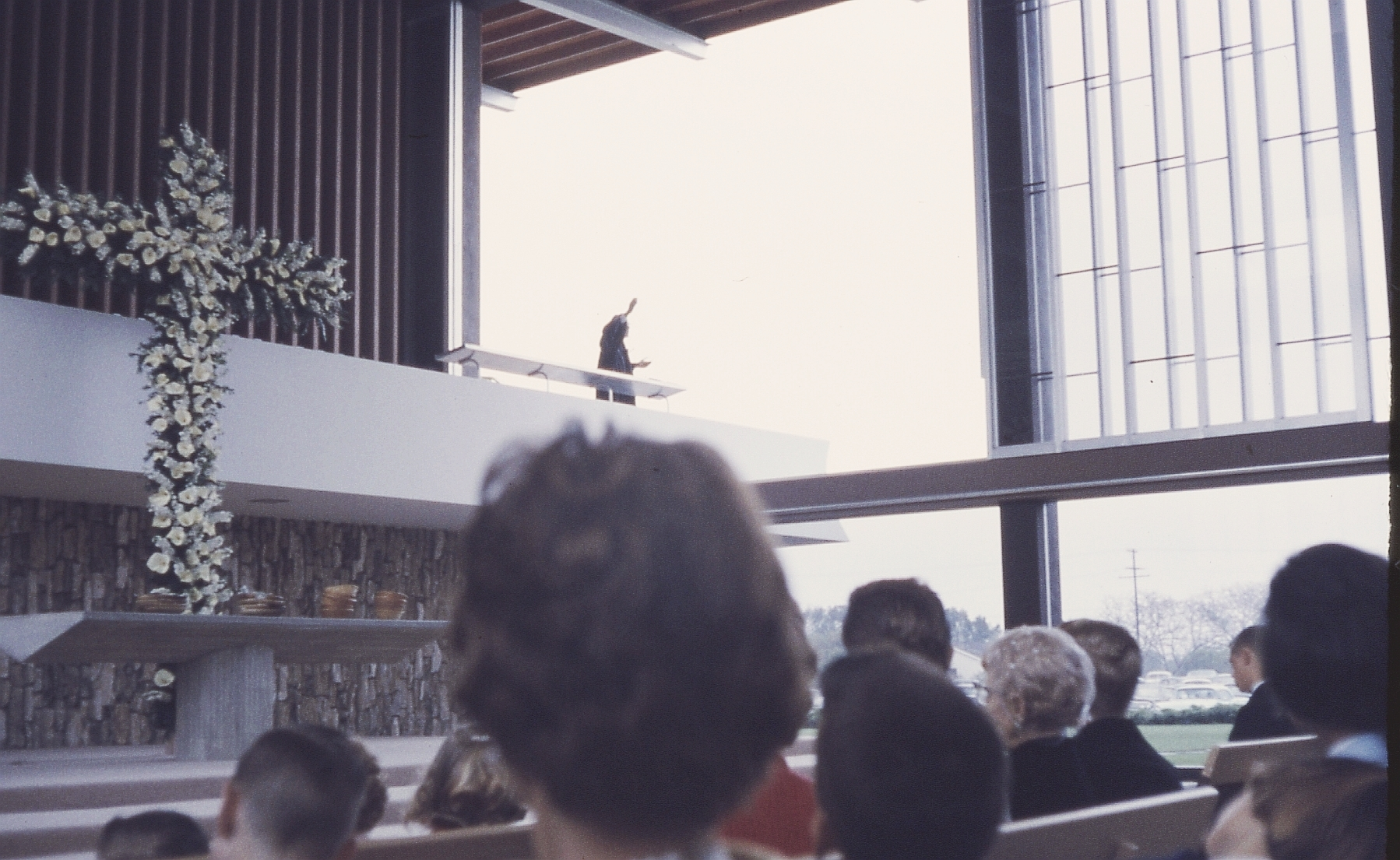
الجزء الداخلي من كنيسة غاردن جروف كوميونيتي بالسيارة، حيث يقوم القس شولر بإلقاء خطبة لأبناء الرعية في سياراتهم، بالإضافة إلى أولئك الموجودين في الجزء المخصص للكنيسة.

في 11 يونيو 2009، أعلن شولر أن قيادة الكنيسة ستنتقل إلى ابنته الكبرى شيلا شولر كولمان. في 11 يوليو 2010، أعلن أنه سيتقاعد من منصب القس الرئيسي لكاتدرائية الكريستال وسيصبح رئيسًا لمجلس إدارة الكنيسة. بعد عام من عملها كقسيس مؤقت، رقيت شيلا شولر كولمان إلى منصب كبير القسيس في يوليو 2010

## السنوات الأخيرة والوفاة
في 18 أكتوبر 2010، أعلن كولمان أن الكاتدرائية الكريستالية كانت تسعى للحصول على الحماية من الإفلاس، في الركود العظيم.
توفيت أرفيلا شولر في 11 فبراير 2014 عن عمر يناهز 84 عامًا. بعد زواج 63 عامًا من شولر.
توفي شولر في وقت مبكر من صباح يوم 2 أبريل 2015، في منشأة تمريض في أرتيسيا، كاليفورنيا، عن عمر يناهز 88 عامًا. أقيمت جنازته في كاتدرائية المسيح، الحرم الجامعي السابق لكاتدرائية كريستال. دفن بجانب زوجته في مقبرة حدائق كاتدرائية المسيح التذكارية في جاردن جروف، كاليفورنيا.

## كتابات
قام شولر بتأليف أكثر من 30 كتابًا بغلاف مقوى، 6 منها وضع قوائم نيويورك تايمز وبوليشرز ويكلي الأكثر مبيعًا، بما في ذلك:
- الطريق إلى الحياة الجيدة (1963)
- مستقبلك صديقك (1964)، أعادت شركة وم ب إردمانز للنشر طبعها عام 1991 بواسطة مطبعة الكاتدرائية.
- المضي قدما مع إمكانية التفكير (1967)
- حب الذات (1975)
- يمكنك أن تكون الشخص الذي تريده (1976)
- إيمان متشدد للناس رقيق القلب (1979)، توماس نيلسون، (ردمك 0-8407-5329-2)
- احترام الذات: الإصلاح الجديد (1982)
- الأوقات الصعبة لا تدوم أبدًا ولكن الأشخاص القاسيون يفعلونها (1983)، توماس نيلسون ISBN 978-0-8407-5287-1
- قوة التحرر من الديون (1985)؛ توماس نيلسون للنشر، ISBN 0-8407-5461-2
- العيش بإيجابية يوم واحد في كل مرة (1986)
- النجاح لا ينتهي أبدا، والفشل لا ينتهي أبدا (1990)
- الحياة ليست عادلة، لكن الله خير (1991)
- التفكير الاحتمالي (1993)
- الصلاة: مغامرة روحي مع الله (1995)، دوبليداي ISBN 978-0-385-48505-0
- إذا كان الأمر متروكًا لي (1997)
- رحلتي: من مزرعة آيوا إلى كاتدرائية الأحلام (2001)
- ساعات القوة (2004)
- لا ترمي غدا (2005)